# Ficha de arcilla

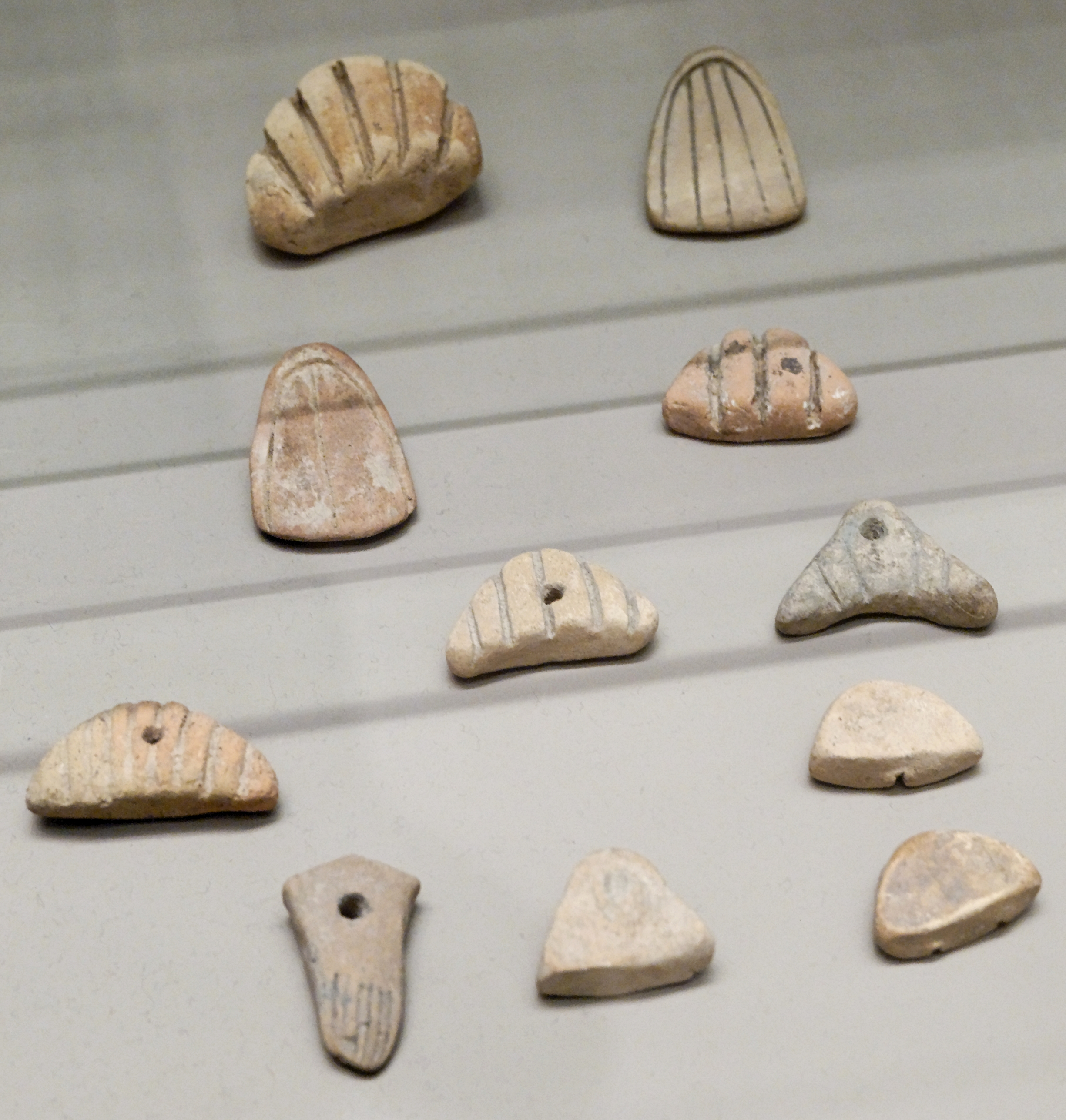
Fichas de arcilla neolíticas. Susa/Uruk.

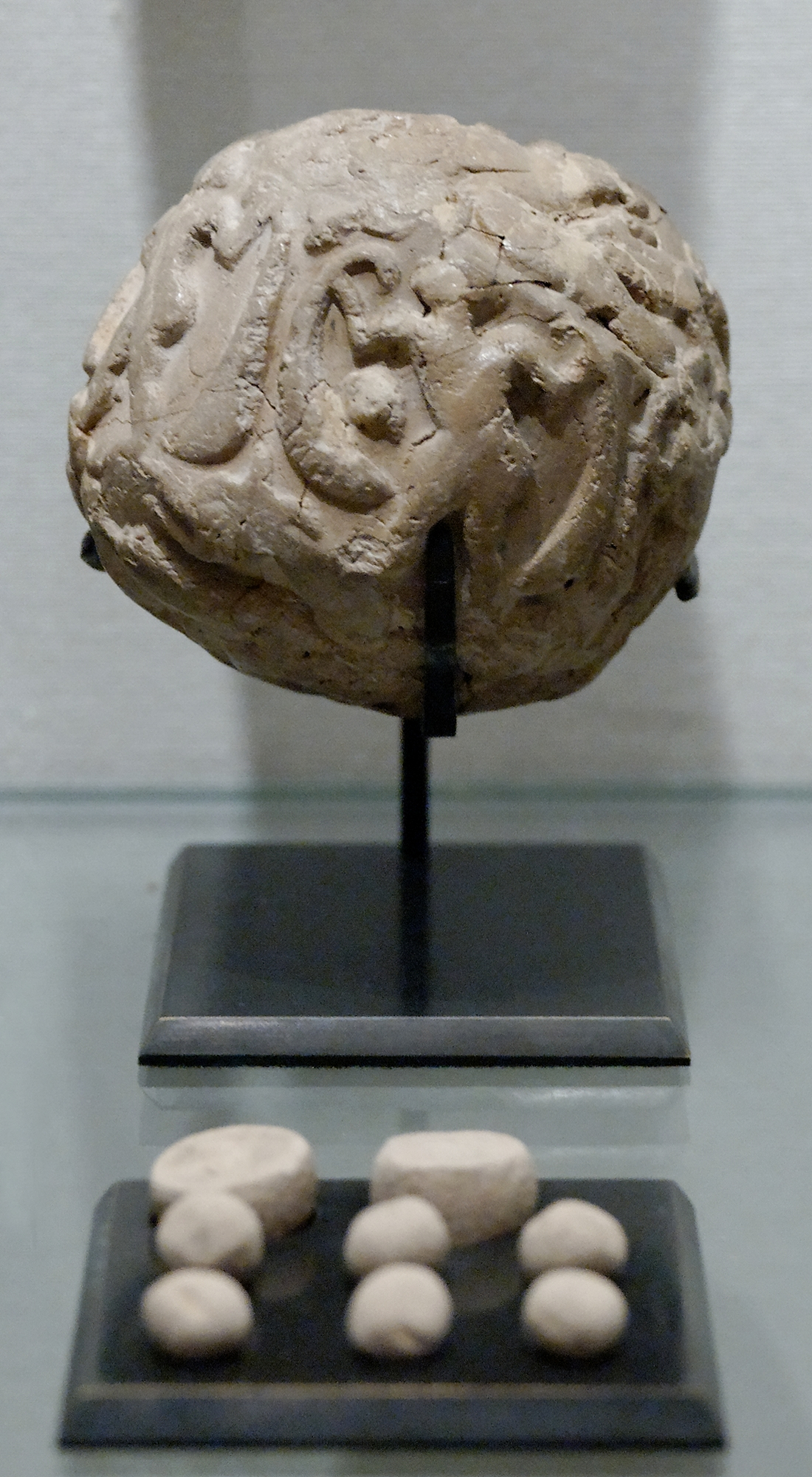
Envoltura globular de arcilla con un grupo de fichas contables, de Susa. Periodo Uruk (4000-3100 a. C.). Museo del Louvre.

Una ficha de arcilla, que aparece durante el Neolítico temprano en Mesopotamia, es un objeto que se utiliza en la documentación comercial y legal como forma de autenticación y para proteger a prueba de manipulaciones lo que se le adjunte (o, en la forma histórica, esté contenido en ella).

## Historia
Los primeros escritos conocidos para el mantenimiento de registros surgieron de un sistema de contabilidad que utilizaba pequeñas fichas de arcilla. Los primeros artefactos que afirman ser fichas son de Tell Abu Hureyra, situado en el valle del Alto Éufrates en la actual Siria, que data del X milenio a. C. y de Ganj-i-Dareh Tepe, en la región de Zagros de la actual Irán, que data del IX milenio a. C.
Ppr ejemplo, para crear un registro que representara "dos ovejas", se utilizaban dos fichas que representaban cada una, una unidad. Los distintos tipos de objetos también se contaban de forma diferente. Dentro del sistema de recuento utilizado con la mayoría de los objetos discretos (incluidos animales como las ovejas), había una ficha para un elemento (unidades), otra para diez elementos (decenas), otra para seis decenas (sesenta), etc. Se utilizaban fichas de distintos tamaños y formas para registrar grupos superiores de diez o de seis en un sistema numérico sexagesimal. Las diferentes combinaciones de formas y tamaños de las fichas codificaban los distintos sistemas de recuento.
Según la arqueóloga Denise Schmandt-Besserat, las fichas geométricas simples utilizadas para los números iban acompañadas de fichas complejas que identificaban los productos enumerados. En el caso de los ungulados, como las ovejas, esta ficha compleja era un disco plano marcado con un círculo cuarteado. Sin embargo, el supuesto uso de fichas complejas también ha sido criticado por varios motivos.